# 1996 à la télévision
| Années de la télévision : 1993 - 1994 - 1995 - 1996 - 1997 - 1998 - 1999    |
| Décennies de la télévision : 1960 - 1970 - 1980 - 1990 - 2000 - 2010 - 2020 |

Cet article présente les faits marquants de l'année 1996 à la télévision.

## Évènements
- France : La nuit du 15 au 16 mars, 100 000 abonnés de Canal Plus ont été privés des 40 dernières minutes du film La Liste de Schindler, à cause d'une éclipse solaire qui a provoqué l'arrêt du satellite TDF1.
- mars 1996 : Création de la première chaîne pornographie français XXL sur le câble.
- 27 avril : Lancement du Bouquet CanalSatellite Numérique sur le satellite Astra.
- 18 novembre : Le Conseil Supérieur de l'audiovisuel met en place la signalétique pour avertir les téléspectateurs sur le contenu des programmes.
- decembre 1996:naissance de Teletoon.

## Émissions
- 31 janvier : Dernière de l'émission Ushuaïa, le magazine de l'extrême sur TF1.
- 2 septembre : Dernière de l'émission À tout Spip sur TF1.
- 3 septembre : Première de l'émission Salut les Toons sur TF1.
- Les enfants de la télé (TF1)
- Opération Okavango (TF1)
- L'Or à l'appel (TF1)
- Le Vrai Journal (Canal+)
- La Carte aux trésors (France 3)
- Qui est qui ? (France 2)
- Graines de star (M6)

## Séries télévisées
- Wild Palms (Arte).
- X-Files : Aux frontières du réel (M6).
- 12 mars : Début de la série Alerte Cobra en Allemagne.
- 13 mars : Première diffusion de Sous le soleil (TF1).
- 16 avril : Sliders : Les Mondes parallèles (M6).
- 4 août : Début de la série Les Vacances de l'amour (TF1).
- 3 septembre : Première diffusion du dessin animé Kangoo sur TF1 dans l'émission Salut les Toons.
- 4 septembre : Première diffusion de la série d'animation Docteur Globule sur TF1 dans l'émission Salut les Toons.
- 7 septembre : Début de la série Beetleborgs aux États-Unis sur Fox Kids.
- 9 septembre : Début de la série d'animation Les Aventures des Pocket Dragons aux États-Unis.

## Feuilletons télévisés
- Un amour étouffant (TMC).

## Distinctions

### Emmy Awards(États-Unis)
- Meilleur scénario : à Darin Morgan pour l'épisode Voyance par procuration (Clyde Bruckman's Final Repose')' de la série télévisée X-Files : Aux frontières du réel

## Principales naissances
- 4 Janvier : Emma Mackey, actrice franco-anglaise
- 21 Janvier : Marco Asensio, footballeur espagnol
- 23 Janvier : María Pedraza, actrice espagnole
- 27 janvier : Squeezie, youtubeur français.
- 7 février : Pierre Gasly, pilote de Formule 1
- 15 février : Lucas Hernandez, footballeur français
- 28 mars : Benjamin Pavard, joueur de football français
- 25 Avril : Miguel Herrán, acteur espagnol.
- 8 mai : 6ix9ine, rappeur américain.
- 14 Mai : Martin Garrix, DJ et compositeur néerlandais
- 15 Mai : Birdy, chanteuse et musicienne britannique
- 17 Septembre : Esteban Ocon, pilote automobile français
- 21 février : Sophie Turner, actrice anglaise.
- 13 Septembre : Lili Reinhart, actrice américaine.
- 9 octobre : Bella Hadid, mannequin américaine
- 1 Novembre : Lil Peep, rappeur américain
- 7 novembre : Lorde, chanteuse néo-zélandaise
- 26 Novembre : Louane, actrice-chanteuse française
- 12 Décembre : Miguel Bernardeau, acteur espagnol
- 17 décembre : Kungs, DJ, auteur-compositeur et musicien français

## Principaux décès
- 2 février : Gene Kelly, acteur, chorégraphe et réalisateur américain (° 23 août 1912).
- 15 février : Tommy Rettig, acteur américain (° 10 décembre 1941).
- 2 mars : Lyle Talbot, acteur américain (° 8 février 1902).
- 20 mai : Jon Pertwee, acteur britannique (° 7 juillet 1919).
- 27 octobre : Morey Amsterdam, acteur américain (° 14 novembre 1908).
- 25 novembre : Roger Lanzac, animateur de télévision et de radio français (° 28 octobre 1920).
- 29 décembre : Mireille, chanteuse, actrice et animatrice de télévision (° 30 septembre 1906).